# Armando Blanco
Armando Blanco (Maracay, 1945) es un ciclista venezolano que en 1965 se convirtió en el primer aragüeño en ganar la Vuelta a Venezuela. Además, consiguió la medalla de bronce en los Juegos Panamericanos de 1963.

## Biografía
Armando Blanco inició su trayectoria deportiva en su Maracay natal. Ya que el país se encontraba en el proceso de dictadura de Juan Vicente Gómez, estaban prohibidas todas las actividades relacionadas con las bicicletas, incluyendo las carreras, excepto en la capital, que en aquel entonces era Maracay. Allí, "el Moreno de la Ciudad Jardín", como era llamado Blanco, vivió muchas emociones. La primera de ellas fue el Campeonato nacional de ruta, que ganó en 1963 y 1964 de forma consecutiva. Estos triunfos le dieron la oportunidad de participar en los Juegos Panamericanos de 1963, donde se llevó la Medalla de Bronce en la prueba de ruta.
En 1965 llegó su máximo logro, convirtiéndose en el primer aragüeño en ganar la Vuelta a Venezuela defendiendo los colores de su amado estado Aragua. Este equipo logró tener una magnífica combinación de atletas, la mayoría nacidos en Maracay y Cagua.

## Equipos
Armando Blanco siempre fue fiel a su estado; por eso compitió para el Equipo de Ciclismo de Aragua donde logró compartir filas con grandes pedalistas como Nicolás Reidtler El "Chato", Manuel Ziems, entre otros.

## Triunfos importantes
Durante su carrera deportiva ha conseguido los siguientes puestos en los grandes eventos para los venezolanos y en los Juegos Panamericanos:
| Carrera                      | 1961 | 1962   | 1963   | 1964 | 1965 | 1966 |
| ---------------------------- | ---- | ------ | ------ | ---- | ---- | ---- |
| Campeonato Nacional de Ruta  | -    | CNR 1º | CNR 1º | -    | -    | -    |
| Vuelta a Venezuela           | -    | -      | -      | -    | 1º   | -    |
| Juegos Panamericanos de 1963 | -    | -      | 3º     | -    | -    | -    |